# Tactics (manga)
Tactics (タクティクス Takutikusu?) es un manga de los autores Sakura Kinoshita y Kazuko Higashiyama, serializado en Comic Blade Masamune. Kinoshita se ha encargado de aportar el personaje "Kantarou", y Higashiyama el personaje "Haruka". El manga fue publicado por primera vez en Estados Unidos por ADV Manga en 2004. Posteriormente, la licencia estadounidense fue trasladada a Tokyopop, que han lanzado hasta el momento 8 tomos.
El estudio de animación Studio Deen ha adaptado Tactics a una serie de anime de 25 episodios, transmitida en la televisión japonesa entre el 5 de octubre 2004 y el 29 de marzo de 2005. El doblaje en inglés del anime ha sido realizado por Manga Entertainment en Estados Unidos, Canadá y el Reino Unido.
El canal Syfy comenzó a transmitir Tactics como parte de su bloque de programación de Ani-Monday a partir del 7 de enero de 2008 a las 23:00 (hora estándar del este de Estados Unidos). El último episodio fue emitido el 21 de abril de 2008.

## Argumento
Ambientada en el Japón durante el período Taisho, Tactics cuenta la historia de Kantarou Ichinomiya, un joven con la habilidad de ver a los yōkai y otros séres de la mitología japonesa. Cuando era niño, esta habilidad le causaba verse aislado por sus propios congéneres humanos. Sus amigos yōkai le dijeron que, para ser más fuerte, debía encontrar a los tengu comedores de onis. El joven Kantarou se compromete entonces a encontrarlo. Al nombrar a uno, un ser humano se convierte en maestro y el contrato de nombre sólo se rompe si el maestro así lo decide. Devenido adulto Kantarou se lanza en la carrera de folclorista (experto en folclore) y también se dedica de vez en cuando a realizar exorcismos, junto a su amigo yōkai "Yoko". Kantarou es asignado para ir a una montaña donde un santuario marca el lugar donde había sido sellado el tengu. Exhortando a los tengu por el nombre de Haruka, Kantarou rompe el sello y se convierte en maestro de Haruka. Conforme pasa el tiempo, Kantarou, Yoko y Haruka desarrollan una estrecha amistad. Sin embargo, esta relación se ve amenazada por los recuerdos de Haruka y su anhelo de conocer más sobre su pasado.

## Personajes
Kantarou Ichinomiya (一ノ宮 勘太郎 Kantaro Ichinomiya?)
Voz por: Kōki Miyata
Kantarou es un joven folklorista y exorcista a tiempo parcial con una capacidad de ver yōkai. Kantarou es muy inteligente y es muy astuto y manipulador. Él es capaz de engañar y manipular a los demás para hacer lo que quiere y anticipar sus reacciones. Esta característica ha dado lugar a lo que es un "táctico" por Haruka, de ahí el título de la serie. A pesar de ello, Kantarou tiene un buen corazón y tiene sentimientos profundos por youkai. Aunque es habitual para un exorcista matar youkai, Kantarou decide razonar con ellos y ve a su oficio como una forma de ayudarlos. Su actitud ha sido criticada tanto por Haruka y Sugino, ya que sienten que pueden ponerle en peligro.
Haruka (春华 Haruka?)
Voz por: Takahiro Sakurai
Haruka es un tengu oni-eating, el más fuerte de todos los yōkai. Kantarou, que lo nombró, se convirtió en su maestro y amigo. Haruka tiene la capacidad de controlar un rayo. En ocasiones, como cuando se está atacando a Oni, Haruka se puede transformar en su verdadera forma youkai. Sus uñas crecen más puntiagudas y largas, sus colmillos se alargan, y sus ojos se contraen. Por lo general, aparece como un hombre alto, moreno de pelo negro con las alas que puede ocultar o mostrar. Haruka está preocupado por su falta de memoria, su incapacidad para comer youkai, y su pérdida de poder, que comienza a afectarle a su sentido de sí mismo. El nombre "Haruka" fue dado por su amo anterior, un practicante onmyōdō, llamado Rin. Como Rin no tenía una buena relación con su amo, se dio a entender que ella se aprovechó de su condición servil con fines sexuales.
Yoko (ヨーコ Yoko?)
Voz por: Tomoko Kawakami
Yoko es una kitsune mujer youkai que Kantarou nombró. A principios de Tactics, Yoko ya había estado viviendo con Kantarou. Ella es fuerte e impulsiva, y muchas veces pierde su temperamento hacia Kantarou. Yoko tiene la capacidad para hacer que sus orejas de zorro aparezcan o desaparezcan a voluntad, y puede convertirse en su forma de zorro si así lo desea. Yoko se muestra profundamente preocupada por los gastos del hogar y acosa a Kantarou acerca de terminar sus manuscritos de libros. Antes de unirse a Kantarou, Yoko fue inicialmente un youkai viajero solitario que engañó haciéndole creer que era un miembro de su familia. Yoko pretende ser la esposa de Kantarou, pero pronto su Kantarou revela ser un youkai, y la invita a unirse a su hogar.
Edogawa Suzu (珠洲江戸川 Edogawa Suzu?)
Voz por: Nana Mizuki
Suzu es una niña que siempre ayuda a Kantarou en sus casos. Ella lo conoció en el episodio 1 y después de que generalmente cuelga en su casa. Ella también está enamorada de Haruka.
Sugino (スギ ノ 様 Sugino-sama?)
Voz por: Soichiro Hoshi
Sugino es un tengu blanco y el "dios" de Sugino del pueblo. Como tal, es a menudo llamado Sugino-sama. A diferencia de un tengu negro, que ha nacido como tengu oscuro, un tengu blanco es originalmente un sacerdote poderoso, humano-demasiado orgulloso o monje que se convirtió en un tengu. Antes de Kantarou, Sugino había intentado romper el sello de Haruka, pero fracasó. Sugino tiene una gran cantidad de disgusto para la raza humana, después de haber sido él mismo un humano. Sugino está casado con Muu-chan, una youkai pequeña, de color verde. Al preguntársele cómo se reproducen, los estados Sugino que su relación es platónica. Antes de la reunión de Muu-chan, Sugino era un personaje cruel que se ganó el apodo de "tengu violento". Su crueldad le llevó a estar solo y aborrece su inmortalidad.
Muu-chan (むーちゃん Mu-chan?)
Voz por: Omi Minami
Muu-chan es una youkai pequeña, verde, que está casada con Sugino y sólo dice "Muu". Muu-chan tiene la capacidad para aspirar a los demonios y los hechizos con su boca.
Raikou Minamoto (源頼光む Raikou?)
Un apuesto joven noble rico, principal oponente de la serie. Él es el líder del escuadrón de exterminio del gobierno del demonio. Él quiere hacer que Kantarou cancele su contrato con el nombre de Haruka y así Haruka conseguirá sus recuerdos de nuevo y convertirse en el "verdadero" demonio come tengu desea a la derrota. Odia que Kantarou fue capaz de quitar el sello del tengu come-monstruos, pero que él mismo no podía. Él maneja la espada legendaria de Minamoto. Sus aliados son Watanabe y Ibaragi.

## Música
El disco compacto de la primera temporada del anime Tactics salió a la venta el 27 de junio de 2006.

### Opening(títulos de crédito de inicio)
- Secret World

Letra: Yuriko Mori
Compuesta por: Kazuya Nishioka
Arreglos: Kazuya Nishioka
Voz: Miki Akiyama

### Ending(títulos de crédito de fin)
- Invisible Strength (ミエナイチカラ Mienai Chikara?)

Letra: Yuriko Mori
Compuesta por: Kazuya Nishioka
Arreglos: Kazuya Nishioka
Voz: Miki Akiyama